# Alexios et Kassandra
Alexios et Kassandra, figures centrales et interconnectées de la saga Assassin's Creed, font leur apparition en 2018 en tant que protagonistes jouables d'Assassin's Creed Odyssey. Ces personnages jumeaux, offrant deux perspectives narratives uniques sur la même trame historique grecque, sont interprétés en capture de mouvement et de voix par Michael Antonakos (Alexios) et Melissanthi Mahut (Kassandra). Leurs versions enfants, apparaissant dans des séquences de flashback, prennent vie grâce aux voix de Leonidas Castrounis pour le jeune Alexios et Maria Syrgiannis pour la jeune Kassandra. Cette double interprétation, combinant performance physique et vocale, permet d'ancrer ces personnages complexes, tout en offrant aux joueurs une expérience narrative innovante où leurs choix déterminent lequel des deux frère et sœur deviendra le héros ou l'héroïne de l'aventure.
Dans l'univers alternatif d'Assassin's Creed, Alexios et Kassandra sont des demi-frères et sœurs spartiates séparés durant leur enfance à cause d'une prophétie de la Pythie de Delphes. Par leur mère Myrrine, ils descendent du légendaire Léonidas Ier - lui-même héritier des Isu, la Première Civilisation - et de sa lance aux pouvoirs extraordinaires. Dans Odyssey, le joueur explore les souvenirs de l'un ou l'autre protagoniste à travers la simulation de Layla Hassan. Le personnage choisi incarne l'aîné, exilé en Céphalonie après un drame au mont Taygète, devenu le mercenaire connu sous le nom de Porteur d'Aigle. Le cadet quant à lui endosse le rôle de Deimos, redoutable exécutant du Culte de Kosmos et antagoniste principal du récit. Cette dualité narrative offre une profondeur inédite à la franchise, où chaque choix influence le destin des deux lignées.
Le récit d'Odyssey suit le périple du Porteur d'Aigle à travers la Grèce antique déchirée par la guerre du Péloponnèse, alors qu'il/elle tente de reconstruire sa famille brisée et de démanteler le Culte de Kosmos, véritable instigateur secret du conflit. Dans la continuité officielle de la saga, Kassandra est établie comme la Porteuse d'Aigle canonique - un statut confirmé dans la novélisation du jeu, puis réaffirmé dans Assassin's Creed Valhalla, où elle fait une apparition remarquée via une quête bonus post-sortie. Cette intégration transversale consolide sa place centrale dans le lore d'Assassin's Creed, tout en offrant aux joueurs une passerelle narrative entre les deux épisodes.
Les deux personnages ont été bien reçus par les critiques et les joueurs. Kassandra a particulièrement retenu l'attention, étant considérée comme une représentation positive des personnages féminins dans les jeux vidéo. La performance de Melissanthi Mahut dans ce rôle a également été saluée par la critique.

## Caractéristiques
Dans Assassin's Creed Odyssey, l'ex-employée d'Abstergo Layla Hassan découvre la lance brisée de Léonidas, un artefact Isu puissant. Après avoir revécu les derniers instants du roi spartiate lors des Thermopyles (séquence servant de tutoriel), elle utilise son Animus portable pour explorer les mémoires génétiques d'Alexios ou Kassandra, descendants de Léonidas, dans sa quête du bâton d'Hermès Trismégiste (un autre artefact Isu). Le protagoniste choisi par le joueur incarne le misthios (mercenaire) légendaire surnommé "Porteur d'Aigle", dont les exploits sont consignés dans une version apocryphe des écrits d'Hérodote au sein de l'univers Assassin's Creed. Contrairement aux précédents héros de la saga, ce mercenaire grec – dont le titre dérive du terme grec ancien désignant un "serviteur embauché" – n'entretient aucun lien direct avec la Confrérie des Assassins, marquant une rupture narrative avec la tradition établie,.
Le joueur incarne Alexios ou Kassandra avec la possibilité d'influencer le cours de l'histoire grâce à un système de dialogues interactifs. Les choix effectués lors des conversations avec les personnages non-joueurs peuvent modifier leurs destins et l'évolution narrative. Le protagoniste parcourt le monde grec antique accompagné de Phobos, un cheval personnalisable disponible presque en permanence, et navigue à bord de son navire, l'Adrestia. Au fil de son périple, il croise des figures historiques réinterprétées dans l'univers de la saga, notamment Périclès, Cléon, Aspasie, Socrate, Alcibiade, Aristophane, Hippocrate, Brasidas ainsi que les deux rois de Sparte, enrichissant ainsi l'expérience par des rencontres marquantes avec des personnalités emblématiques de l'époque.
Dans la novélisation d'Assassin's Creed Odyssey écrite par Gordon Doherty, Kassandra est présentée comme le Porteur d'Aigle canonique, engagée dans une lutte contre le Culte de Kosmos et destinée à hériter du bâton d'Hermès Trismégiste de Pythagore. Alexios, quant à lui, est dépeint comme une arme manipulée par le Culte sous l'identité de Deimos. Son alignement avec cette organisation secrète le place en opposition directe avec sa sœur, qui œuvre simultanément à démanteler l'influence du Culte en Grèce durant la guerre du Péloponnèse et à reconstituer leur famille brisée. Leur conflit culminera dans un affrontement fatal au au mont Taygète, où Alexios trouvera la mort face à Kassandra.

## Création et développement
Dans un entretien accordé au Telegraph, Marc-Alexis Côté, producteur principal d'Assassin's Creed Odyssey, a détaillé la philosophie de conception du jeu. La séquence d'ouverture à Céphalonie sert d'introduction aux personnages et à leur quête, établissant les bases du voyage à venir. Côté a souligné que le choix - y compris celui du protagoniste - constituait l'un des "piliers fondamentaux" du projet, une approche inspirée en partie par les retours positifs des joueurs concernant la possibilité d'incarner Evie Frye dans Syndicate. Cette orientation vers l'inclusivité a permis, selon lui, de créer un meilleur jeu grâce à une "bonne répartition des genres". Le système de dialogues à embranchements, innovation majeure de la franchise, a radicalement transformé l'approche de développement, nécessitant une équipe scénaristique passée de deux à quinze membres pour gérer cette complexité narrative accrue. Concernant la novélisation, Côté a précisé qu'elle représentait une extension linéaire du projet, nécessitant l'établissement d'un canon narratif spécifique distinct des multiples possibilités offertes par le jeu vidéo.
En juillet 2020, un rapport de Jason Schreier (Bloomberg) sur les dysfonctionnements d'Ubisoft face aux allégations de harcèlement révélait que Kassandra devait initialement être l'unique protagoniste jouable dans Assassin's Creed Odyssey. L'ajout d'Alexios comme alternative aurait résulté de pressions internes, reflétant selon le journaliste des problèmes structurels de sexisme au sein de la direction. Ce compromis forcé illustrait les difficultés rencontrées par les équipes créatives pour imposer une héroïne féminine comme unique option de jeu dans un blockbuster AAA.

### Représentation
Les acteurs Michael Antonakos et Melissanthi Mahut, interprètes respectifs d'Alexios et Kassandra, partagent des origines grecques,. Lydia Andrew, directrice audio du projet, a expliqué qu'Ubisoft avait spécifiquement recherché des comédiens d'ascendance hellénique pour ces rôles. Cette approche répondait à une volonté d'authenticité culturelle, permettant selon elle de se "plonger profondément dans la Grèce antique", tout en privilégiant la qualité d'interprétation sur la simple notoriété. Mahut a révélé qu'Antonakos avait été sélectionné pour Alexios avant qu'elle ne décroche le rôle de Kassandra, se souvenant notamment avoir eu l'occasion de jouer face à lui lors de son audition finale.
Durant la phase initiale de développement, les directeurs créatifs et scénaristes d'Odyssey ont fourni à Michael Antonakos et Melissanthi Mahut une trame narrative essentielle de leurs personnages, incluant leurs arcs potentiels et traits caractéristiques. Les deux acteurs ont adopté une approche collaborative intensive, échangeant régulièrement sur l'évolution de leurs rôles respectifs, leurs motivations profondes et leurs réactions aux situations clés du scénario. Lors des séances de capture de mouvement, cette synergie s'est manifestée par des feedbacks mutuels constants pour affiner leurs performances. Le processus d'enregistrement vocal, plus fragmenté géographiquement, a nécessité une autonomie plus marquée, chaque acteur développant son interprétation sous la guidance de ses directeurs attitrés, tout en maintenant une cohérence avec le travail commun préalablement établi.
Michael Antonakos a élaboré sa vision d'Alexios sans référence visuelle initiale, s'inspirant de divers archétypes culturels. Il a fusionné le charisme d'Ezio Auditore (protagoniste emblématique de la saga) avec l'intensité des versions animées de Wolverine et Batman des années 1980-1990, créant ainsi un personnage qu'il décrit comme un "Bruce Wayne exubérant à l'accent grec" montrant des accès de rage rappelant un "Wolverine explosif". L'acteur a approfondi cette construction psychologique en s'appuyant sur l'album Wish You Were Here de Pink Floyd, utilisant cette œuvre comme métaphore musicale des blessures intérieures du personnage. Concernant l'apparente arrogance d'Alexios, Antonakos l'interprète comme une façade masquant une profonde vulnérabilité : ce demi-dieu imprégné de culture spartiate serait en réalité "un grand enfant jouant les durs", rongé par la culpabilité et le besoin de prouver sa valeur, ses comportements machistes reflétant davantage ses insécurités que sa véritable nature.
Melissanthi Mahut a abordé le personnage de Deimos/Kassandra en cherchant à maintenir une forme d'identification malgré ses actes violents. Elle a appliqué aux éléments fondamentaux du Porteur d'Aigle un "filtre" psychologique, imaginant comment une cadette marquée par un traumatisme précoce - rejet et abandon - pourrait évoluer tout en possédant une puissance divine. À l'inverse, Michael Antonakos a conçu son interprétation de Deimos/Alexios comme radicalement distincte : un jeune frère privé d'enfance normale par la société spartiate, dépourvu de repères moraux faute d'avoir connu compassion ou empathie. Il adopta une voix plus grave et sombre que celle d'Alexios, n'autorisant que des sourires teintés de tourment. Pour les séances de capture de mouvement (représentant 10 à 15% du jeu), les deux acteurs portaient des combinaisons en lycra équipées de caméras et synchronisaient méticuleusement leurs gestuelles, l'équipe technique utilisant les mêmes prises pour les deux versions des scènes,.

## Promotion
Bien que Kassandra soit établie comme le Porteur d'Aigle canonique dans la novélisation et ait été présentée comme protagoniste lors des démonstrations E3 2018, la campagne marketing d'Odyssey a principalement mis en avant Alexios. Ce dernier apparaissait en effet sur la couverture du jeu, dans les bandes-annonces officielles, sur l'interface Uplay, ainsi que sur les trois statues proposées en précommande,. Cette orientation s'est poursuivie dans le partenariat entre Ubisoft et Amazon, où la voix d'Alexios interprétée par Michael Antonakos était intégrée à la compétence vocale "Assassin's Creed Odyssey Spartan Skill" pour les appareils Echo. Parallèlement, un modèle spécial d'Amazon Echo, conçu à l'image d'un casque spartiate, a été commercialisé en édition limitée.

## Accueil
Avant la sortie d'Assassin's Creed Odyssey le 5 octobre 2018, Marc-Alexis Côté avait constaté un engouement inattendu pour Kassandra, près de 75 % des joueurs l'ayant choisie comme protagoniste lors d'une session de pré-lancement en septembre. Cependant, les données de Scott Phillips (directeur de jeu chez Ubisoft Québec) révélèrent en décembre 2018 qu'Alexios fut finalement sélectionné par deux tiers des joueurs, bien que les tests aient montré une répartition plus équilibrée. Les deux personnages furent nommés conjointement aux Gamers' Choice Awards 2018 dans la catégorie "Personnage préféré", tandis que leurs interprètes respectifs concourraient pour le prix de meilleure performance vocale. Odyssey figura également parmi les nominés des GLAAD Media Awards pour sa représentation positive de personnages sexuellement fluides, malgré les polémiques soulevées par le DLC Legacy of the First Blade. Rock, Paper, Shotgun salue la pertinence des deux protagonistes, soulignant que leurs nuances narratives dépassent les simples variations de genre observées dans Mass Effect. À l'inverse, PCGamesN critique la promotion déséquilibrée en faveur d'Alexios, tandis que Joe Parlock relève – en écho au rapport de Schreier – que l'option de choix entre personnages avait limité le développement individuel de chacun,,. 
Kassandra s'est imposée comme l'une des protagonistes féminines les plus acclamées de l'histoire du jeu vidéo, recueillant des éloges unanimes pour sa caractérisation atypique et puissante,. Son succès critique s'est traduit par plusieurs nominations prestigieuses : Ubisoft fut retenu pour la Meilleure réalisation de personnage aux DICE Awards et aux Italian Video Game Awards, tandis que Melissanthi Mahut, son interprète, décroche des nominations aux BAFTA Games Awards et aux Game Awards 2018 pour sa performance vocale remarquable,. La mercenaire spartiate a également dominé de nombreux classements spécialisés - le magazine Paste l'a distinguée parmi les meilleurs nouveaux personnages de 2018, soulignant son authenticité et son assurance rares dans le paysage vidéoludique. PC Gamer l'a placée en deuxième position des protagonistes de la saga Assassin's Creed, juste derrière l'emblématique Ezio Auditore, notant que Mahut avait insufflé à Kassandra ce même charme malicieux. Enfin, Polygon l'a consacrée parmi les personnages marquants de la décennie 2010 et l'a incluse dans sa liste des "69 plus grands coups de cœur" des années 2010, confirmant son statut de figure iconique du medium,. 
Tom Hoggins décrit Kassandra comme son choix évident de protagoniste, la qualifiant de "compagnie brillante" dont la langue acérée surpasse même sa lame rouillée initiale. Ars Technica a souligné comment ce personnage féminin autonome, explorant la Grèce antique avec une liberté rappelant Conan ou Xena, créait une expérience radicalement nouvelle. PC Gamer a salué son charme espiègle et immédiatement sympathique, la comparant à Geralt de Riv pour sa popularité durable, tandis que Harry Shepard notait sa présence "naturellement cool" surpassant son homologue masculin. Polygon a célébré en Kassandra "l'un des personnages les plus humains et complets" du jeu vidéo, mettant en avant son intelligence, son humour et ses animations faciales exceptionnelles - attribuant à Melissanthi Mahut le mérite d'avoir transcendé le rôle. Critical Hit a particulièrement apprécié sa représentation comme survivante physique aux traits malléables, combinant diverses qualités de protagonistes féminins tout en offrant une meilleure animation que son alter ego masculin. Ces analyses convergent pour saluer à la fois son archétype de femme spartiate libérée et sa potentialité queer, faisant de Kassandra un modèle de représentation progressiste dans les AAA,.  
Alexios a reçu des critiques globalement positives, bien qu'il soit souvent éclipsé par Kassandra dans les comparaisons,. PC Gamer a reconnu la qualité de l'interprétation d'Antonakos, mais a estimé que le personnage manquait de singularité, se confondant avec "une douzaine d'autres héros bourrus" du jeu vidéo. Harry Shepard a pourtant préféré incarner Alexios, appréciant son design et la prononciation du juron "malaka" par Antonakos, tout en reconnaissant que sa personnalité semblait "plus plate" que celle de Kassandra. Polygon a nuancé ce jugement en soulignant que le personnage possédait une profondeur comparable à celle de Bayek, bien que son interprétation tende parfois vers le "héros macho méditerranéen caricatural", frisant la parodie. Ars Technica a noté qu'Alexios offrait une expérience plus conventionnelle, similaire aux précédents protagonistes masculins de la saga. Enfin, US Gamer a réagi avec ironie aux statistiques de Phillips révélant qu'Alexios avait été choisi par deux tiers des joueurs, suggérant que la majorité avait fait le "mauvais choix". 